# À chacun son dû
Pour plus de détails, voir Fiche technique et Distribution.
À chacun son dû (titre original : A ciascuno il suo) est un film italien réalisé par Elio Petri, sorti en 1967.
Adaptation du roman de Leonardo Sciascia, le film explore les coutumes et la psychologie d'une petite ville sicilienne, mais rend compte également de l'impuissance d'un homme, le professeur Laurana, certes courageux et intègre, mais peu au fait des pratiques sociales de son environnement. Le comédien Gian Maria Volontè assume ce rôle en osmose avec le réalisateur Elio Petri.

## Synopsis
Dans une petite commune de Sicile, le pharmacien Arturo Manno, connu pour ses infidélités conjugales, et son ami, le Dr. Roscio, sont assassinés au cours d'une partie de chasse. La Police conclut à un règlement de comptes, imputable à la jalousie. Deux frères, ainsi que leur père, sont accusés du meurtre de Manno car le pharmacien aurait eu une liaison avec leur sœur mineure de 15 ans.  Mais Paolo Laurana, professeur, autrefois militant communiste, flaire des motifs plus graves : il découvre, notamment, que Roscio s'apprêtait à dénoncer un notable local compromis avec la Mafia et que Manno recevait des lettres de menace. La lecture du journal intime du docteur, retrouvé par son épouse Luisa, semble confirmer ses soupçons… Toutefois, Luisa, consciemment ou inconsciemment, engage Laurana dans un piège dont il ne sortira pas vivant. Quelque temps après l'inhumation du professeur Laurana, Luisa célèbre son mariage avec son cousin, l'avocat Rosello, le fameux notable impliqué dans les écrits du Dr. Roscio…

## Fiche technique
- Titre : À chacun son dû
- Titre original : A ciascuno il suo
- Réalisation : Elio Petri
- Scénario : Elio Petri, Jean Curtelin et Ugo Pirro d'après le roman de Leonardo Sciascia
- Photographie : Luigi Kuveiller
- Montage : Ruggero Mastroianni
- Musique : Luis Enríquez Bacalov
- Production : Giuseppe Zaccariello
- Société de production : Cemofilm
- Pays de production :  Italie
- Langue originale : Italien
- Format : Couleurs - Mono
- Genre : Film dramatique
- Durée : 99 minutes
- Dates de sortie : 
  -  Italie : 24 février 1967
  - Festival de Cannes : 28 avril 1967
  -  France : 31 mai 1968
- Affiche : Jouineau Bourduge (France)

## Distribution
- Gian Maria Volontè : Prof. Paolo Laurana
- Irène Papas : Luisa Roscio
- Gabriele Ferzetti : Avocat Rosello
- Salvo Randone : Prof. Roscio
- Luigi Pistilli : Arturo Manno
- Laura Nucci : la mère de Roscio
- Mario Scaccia : Curé de Sant'Amo
- Luciana Scalise : Rosina
- Leopoldo Trieste : le député communiste